# Dennis Masai
Dennis Chepkongin Masai (ur. 1 grudnia 1991) – kenijski lekkoatleta specjalizujący się w biegach długich.
W 2010 zdobył złoty medal mistrzostw świata juniorów dzięki wygraniu biegu na 10 000 metrów. Rekord życiowy: 27:32,79 (1 czerwca 2012, Eugene).